# Епархия Ильеуса
Епархия Ильеуса (лат. Dioecesis Ilheosensis) — епархия Римско-Католической церкви с центром в городе Ильеус, Бразилия. Епархия Ильеуса входит в митрополию Сан-Салвадор-да-Баия. Кафедральным собором епархии Ильеуса является церковь святого Себастьяна.

## История
20 октября 1913 года Римский папа Пий X издал буллу Majus animarum bonum, которой учредил епархию Ильеуса, выделив её из apxиепархии Сан-Салвадор-да-Баия.
21 июля 1962 года епархия Ильеуса передала часть своей территории епархии Тейшейра-ди-Фрейтаса-Каравеласа.
7 ноября 1978 года епархия Ильеуса передала часть своей территории епархии Итабуны.

## Ординарии епархии
- епископ Manoel Antônio de Paiva (1915—1929)
- епископ Eduardo José Herberhold (1931—1939)
- епископ Felipe Benito Condurú Pacheco (1941—1946)
- епископ Benedito Zorzi (1946—1952)
- епископ João Resende Costa (1953—1957)
- епископ Caetano Antônio Lima dos Santos (1958—1969)
- епископ Roberto Pinarello de Almeida (1970—1971)
- епископ Valfredo Bernardo Tepe (1971—1995)
- епископ Mauro Montagnoli (1995 — по настоящее время)

## Источник
- Annuario Pontificio, Libreria Editrice Vaticana, Città del Vaticano, 2003, ISBN 88-209-7422-3